# Magnaura
Magnaura (grško starogrško Μαγναύρα, iz latinskega MAGNA AVLA (velika dvorana)) je bila velika zgradba v Konstantinoplu, v kateri je po mnenju zgodovinarjev zasedal vzhodnorimski senat. Stala je jugovzhodno od Augustaiona blizu Hagije Sofije in ob vratih Halke, ki so bila glavni ceremonialni vhod (vestibulum) v cesarsko Veliko palačo. Velik vhod, ki ga opisuje Prokopij iz Cezareje, je bil verjetno iz marmorja in je vodil na notranje dvorišče (peristilos), s katerega je bil vhod v Magnauro.  Zgradba je bila triladijska bazilika in se je uporabljala tudi kot prestolna dvorana in sprejemnica. 
Leta 849 je cezar Bardas v palači ustanovil visoko šolo (ekpaideutērion) s štirimi katedrami: filozofijo, astronomijo, geometrijo in gramatiko, ki jo poznavalci enačijo z univerzo. Na šoli so predavali štirje slavni profesorji: filozofijo je predaval Leon Matematik (ali Leon Filozof), geometrijo njegov učenec Teodor (v nekaterih virih Sergej), aritmetiko in astronomijo Teodegij, gramatiko pa Kometas.

## Sklic
1. ↑  Αποστολικής Διακονίας [Apostolikes Diakonias], opomba 115 na str. 106.  [mrtva povezava]